# Lac Terreur
Vous lisez un « bon article » labellisé en 2010.
Lac Terreur (Cape Feare), ou Le Cap de la peur au Québec, est le 2e épisode de la saison 5 de la série télévisée d'animation Les Simpson. Il a tout d'abord été diffusé sur la Fox aux États-Unis le 7 octobre 1993 puis en France le 18 septembre 1994, et a depuis été intégré à des DVD et VHS. Écrit par Jon Vitti et réalisé par Rich Moore, Lac Terreur met en scène le retour de Kelsey Grammer dans le rôle de Tahiti Bob (Sideshow Bob en version québécoise), qui tente de tuer Bart Simpson après être sorti de prison. Le titre original Cape Feare parodie celui du film de 1962 Les Nerfs à vif (Cape Fear) et de son remake de 1991, et l'épisode fait allusion à d'autres films d'épouvante comme Psychose.
L'idée de l'épisode vient de Wallace Wolodarsky, qui voulait parodier Les Nerfs à vif. À l'origine produit pour la saison 4, l'épisode a été conservé pour la cinquième et est de fait le dernier épisode produit par l'équipe d'auteurs originale, la plupart ayant quitté la série entre les deux saisons. L'équipe de production a eu du mal à faire atteindre à l'épisode la durée classique d'une demi-heure, et a de fait gonflé certaines scènes. Dans l'une de ces séquences, Tahiti Bob marche sans arrêt sur des râteaux dont les manches le tapent au visage ; la scène est devenue l'un des moments les plus mémorables de la série. L'épisode est souvent considéré comme l'un des meilleurs du programme et a été proposé aux Emmy Awards pour sa bande originale.

## Contenu

### Synopsis
Après avoir reçu plusieurs menaces de mort par courrier, Bart devient paranoïaque. Leur auteur est son ennemi juré, Tahiti Bob (Sideshow Bob en version québécoise), qui est incarcéré à la prison de Springfield. Le lendemain, Bob est auditionné pour être mis en liberté ; il jure qu'il ne menacera pas Bart, et est mis en liberté conditionnelle. Quand la famille Simpson se rend au cinéma, Bob est assis devant eux. Les Simpson se rendent compte alors qu'il est l'auteur des lettres.
Malgré leurs efforts, le chef Wiggum et les Simpson sont incapables de protéger Bart. Tahiti Bob arrive à la terrace Evergreen dans un camion de glaces, en appelant les noms des gens qu'il ne compte pas tuer ; il ne mentionne pas celui de Bart. Les Simpson décident de participer à un programme de protection de témoins et déménagent au Lac Terreur, en changeant leur nom en « Thompson » et en vivant sur une péniche. Cependant, la famille ne sait pas que, tandis qu'elle roule à travers la campagne vers son nouveau foyer, Bob est caché sous la voiture.
Une fois les Simpson arrivés au Lac Terreur et montés sur leur péniche, Tahiti Bob sort de sous la voiture. Ce faisant, il marche sur les dents de plusieurs râteaux et est frappé par leur manche. Plus tard, alors que Bart se promène dans la rue, il entend la voix de Bob et le voit s'échapper de sous une autre voiture, puis être piétiné par une parade d'éléphants célébrant le passage des Alpes par Hannibal. Bart court chez lui et prévient ses parents.
Pendant la nuit, Tahiti Bob atteint la péniche et coupe ses amarres. Après avoir ligoté les autres membres de la famille, il sort sa machette et entre dans la chambre de Bart. Celui-ci s'échappe par la fenêtre et tente de se cacher, mais il ne peut sauter du navire à cause des crocodiles et des anguilles électriques qui nagent dans les eaux. Il se retrouve coincé. Comme « dernière volonté », il demande à Bob de lui chanter l'intégralité de la comédie musicale H.M.S. Pinafore (ce qui doit lui permettre de gagner du temps en attendant que le bateau atteigne Springfield). Après le spectacle, Bob s'avance à nouveau vers Bart, mais le navire s'échoue, et le criminel est arrêté par la police. Tandis qu'on l'emmène en prison, les Simpson rentrent chez eux.

### Thème abordé

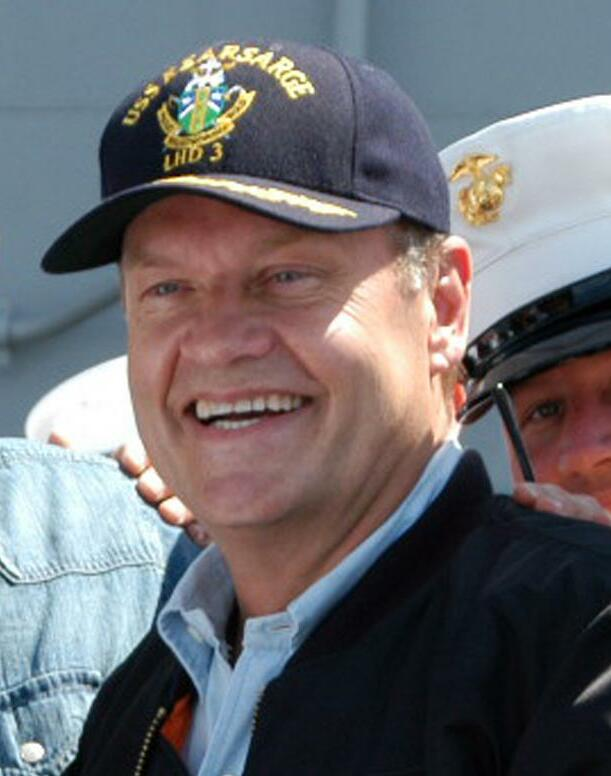
Kelsey Grammer double Tahiti Bob en version originale.

Tahiti Bob est un personnage récurrent des Simpson. Depuis l'épisode La Veuve noire de la saison trois (1992), les auteurs font écho à Coyote chassant Bip Bip dans les cartoons Looney Tunes de 1949 à 1966 en faisant apparaître Tahiti Bob de façon inattendue dans la vie de Bart pour tenter de le tuer. Le producteur exécutif Al Jean a comparé le personnage de Bob à celui de Vil Coyote, notant que tous deux sont intelligents, bien que toujours battus par ce qu'ils considèrent comme une intelligence inférieure. La scène dans laquelle Tahiti Bob est piétiné par de nombreux éléphants est une référence directe au personnage de Vil Coyote à qui arrivent toutes sortes de mésaventures improbables.
Dans son ouvrage Planet Simpson, l'auteur Chris Turner (en) écrit que Bob a été conçu comme intellectuel snob et conservateur républicain pour que les auteurs puissent continuellement le frapper avec un râteau et l'assommer. Il représente la haute culture tandis que Krusty, l'un de ses ennemis jurés, représente la culture populaire, et Bart, situé entre les deux, l'emporte toujours. Dans son livre Leaving Springfield, David L. G. Arnold commente le fait que Bart soit un produit de « l'essor de la culture populaire » et est de fait l'ennemi de Bob.
L'intelligence de Tahiti Bob le sert de nombreuses façons. Durant l'épisode, par exemple, le comité de libération conditionnelle demande à Tahiti Bob pourquoi il porte un tatouage disant « Die Bart, Die » (« Meurs Bart, Meurs »). Bob répond que c'est l'expression allemande pour dire « Le Bart, Le » ; les membres du comité sont impressionnés par son raisonnement. Considérant qu'« un type qui parle allemand ne peut pas être un mauvais homme », ils le libèrent. Cependant, son amour de la culture se retourne parfois contre lui. Dans le même épisode, il accepte d'interpréter l'opérette H.M.S. Pinafore dans son intégralité comme dernière volonté de Bart. Cette tactique occupe Bob suffisamment longtemps pour que la police puisse l'arrêter.

### Références culturelles

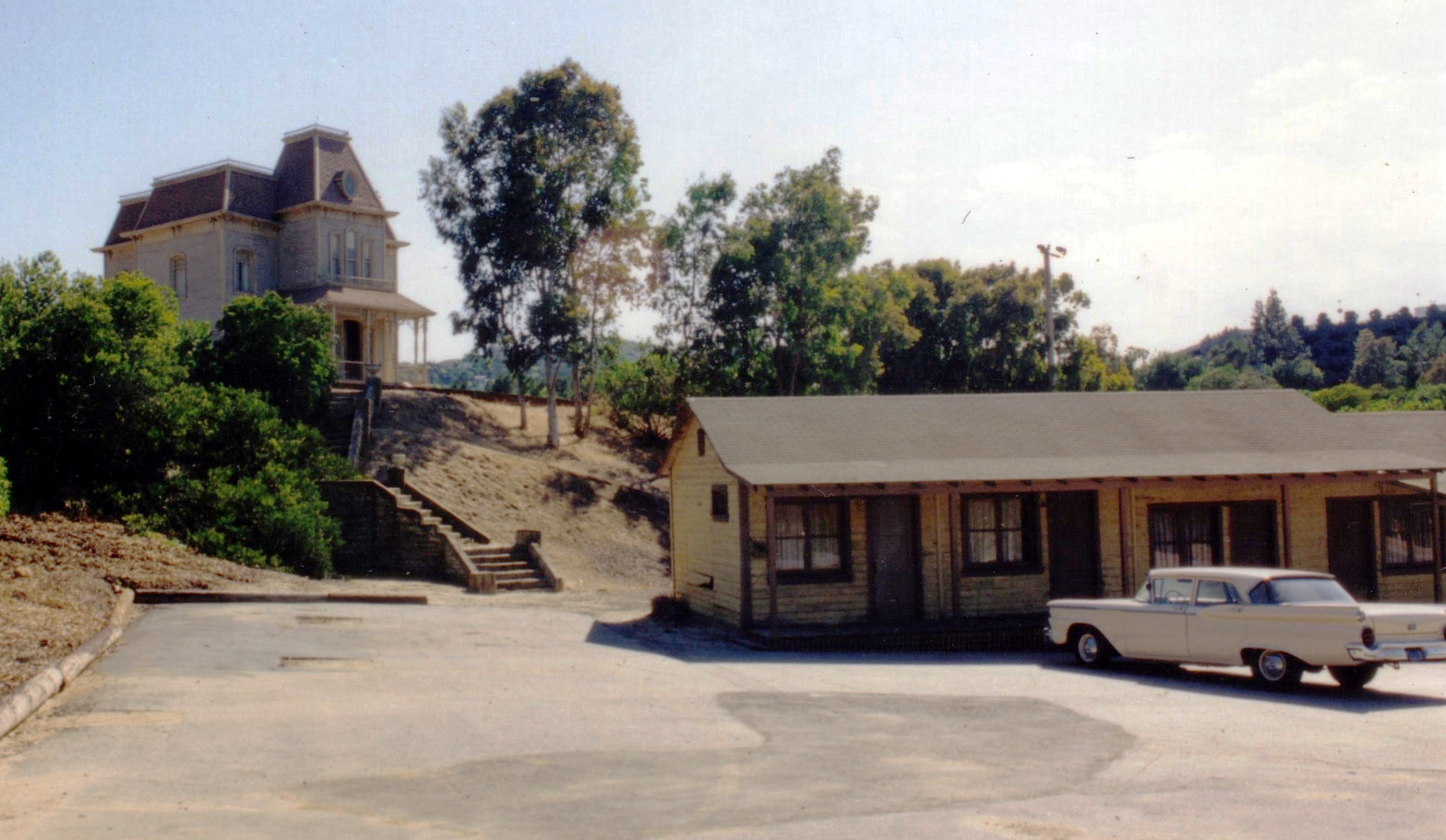
Tahiti Bob réside au Bates Motel que l'on peut voir dans le film Psychose de 1960.

### Production

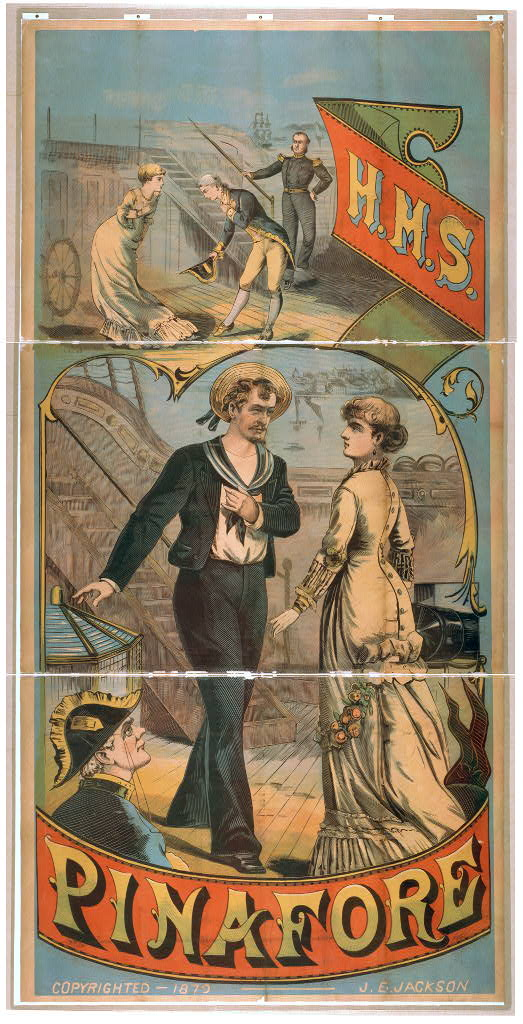
La scène où Bob interprète l'opérette HMS Pinafore a été allongée pour que l'épisode atteigne la longueur voulue.

### Réception

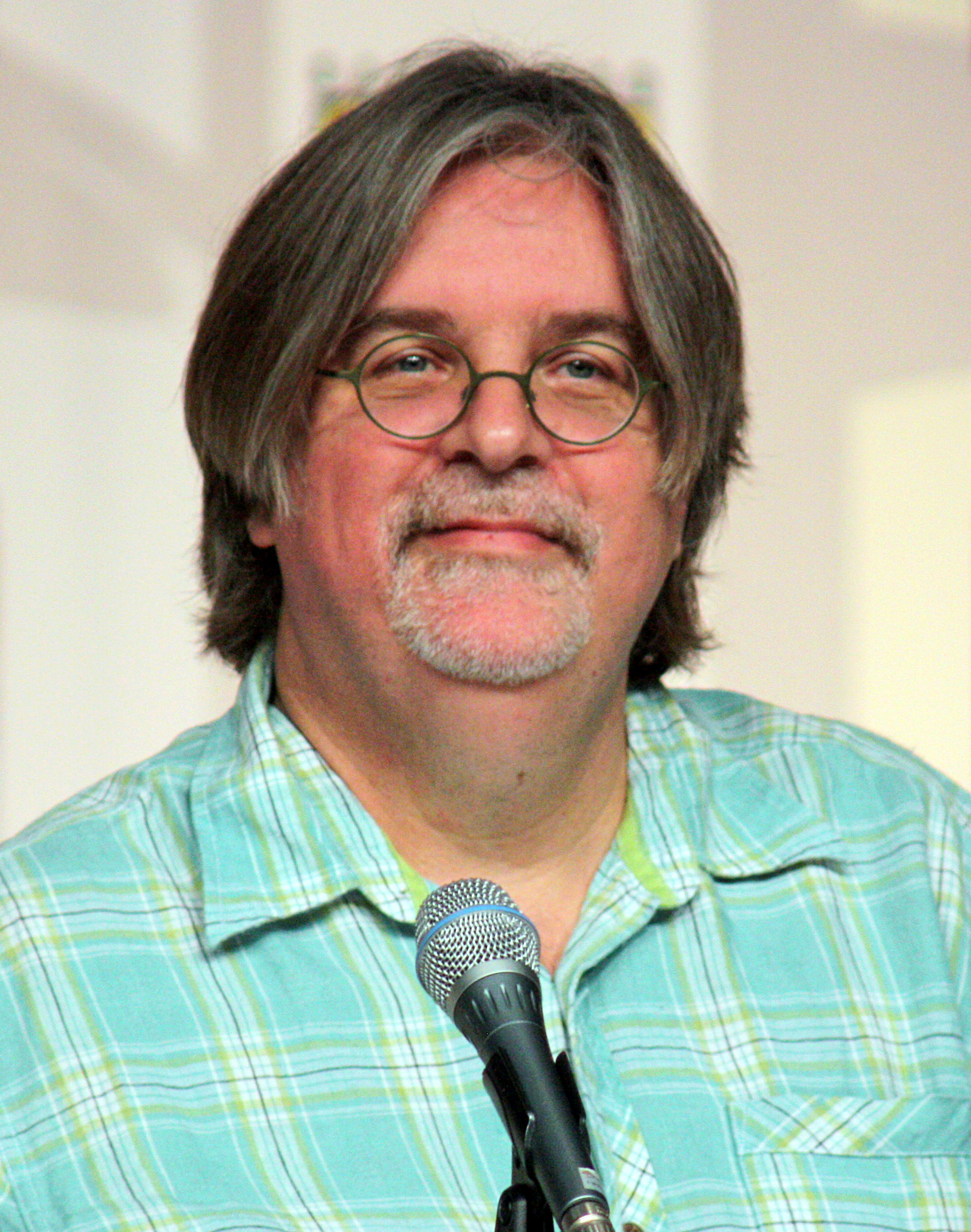
Selon Matt Groening, créateur de la série, cet épisode est l'un des préférés du public.